# Gerry Goffin
Gerald "Gerry" Goffin, född 11 februari 1939 i Brooklyn, New York, död 19 juni 2014 i Los Angeles, Kalifornien, var en amerikansk låtskrivare.
Han blev invald in i Rock and Roll Hall of Fame 1990 med sin tidigare låtskrivarduopartner på Aldon Music och första hustru, Carole King. De fick fem låtar som nummer ett på Billboard Hot 100. "Will You Love Me Tomorrow" med The Shirelles (1960), "Take Good Care of My Baby" med Bobby Vee (1961), "The Loco-Motion" med Little Eva (1962), "Go Away Little Girl" med Steve Lawrence (1962). Dessutom hade han tillsammans med Michael Masser ytterligare två ettor "Theme from Mahogany (Do You Know Where You're Going To)" med Diana Ross (1975) och "Saving All My Love for You" med Whitney Houston (1985).

## Låtar skrivna av Goffin
| År   | Låt                                                       | Låtskrivare             | Artist                       | U.S. Hot 100 | Coverversion/-er |
| ---- | --------------------------------------------------------- | ----------------------- | ---------------------------- | ------------ | --- |
| 1960 | "Will You Love Me Tomorrow"                               | Goffin & King           | The Shirelles                | #1           | Dusty Springfield (1964), Cher (1966), The Four Seasons (#24, 1968), Linda Ronstadt (1970), Carole King (1971, Roberta Flack (#76, 1972), Melanie, (#82, 1973), Dana Valery, (#95, 1976), Dave Mason (#39, 1978), Laura Branigan (1984), Joe Walsh (1992) |
| 1961 | "Who Put The Bomp (In the Bomp, Bomp, Bomp)"              | Goffin & Mann           | Barry Mann                   | #7           | |
| 1961 | "Every Breath I Take"                                     | Goffin & King           | Gene Pitney                  |              | |
| 1961 | "Run To Him"                                              | Goffin & Keller         | Bobby Vee                    | #2           | Donny Osmond (1972) |
| 1961 | "Take Good Care of My Baby"                               | Goffin & King           | Bobby Vee                    | #1           | Dion and the Belmonts (senare 1961), Smokie (1981), Bobby Vinton, Stephen Collins, The Beatles (1962), Dick Brave |
| 1961 | "Halfway To Paradise"                                     | Goffin & King           | Tony Orlando                 | #39          | Billy Fury |
| 1961 | "Some Kind of Wonderful"                                  | Goffin & King           | The Drifters                 | #32          | Marvin Gaye (1968), King (1971); inte samma låt som the Grand Funk Railroad hit |
| 1962 | "Chains"                                                  | Goffin & King           | The Cookies                  | #17          | The Beatles (1963), King (1980) |
| 1962 | "Keep Your Hands Off My Baby"                             | Goffin & King           | Little Eva                   | #12          | The Beatles (1964) |
| 1962 | "The Loco-Motion"                                         | Goffin & King           | Little Eva                   | #1           | The Chiffons (1963), Grand Funk Railroad (1974, #1), King (1980), Kylie Minogue (1988, #3), Tina Turner, Dwight Yoakam |
| 1962 | "He Hit Me (And It Felt Like a Kiss)"                     | Goffin & King           | The Crystals                 | -            | The Motels (1982) |
| 1962 | "When My Little Girl Is Smiling"                          | Goffin & King           | The Drifters                 | #28          | |
| 1962 | "Point Of No Return"                                      | Goffin & King           | Gene McDaniels               | #21          | |
| 1962 | "Go Away Little Girl"                                     | Goffin & King           | Steve Lawrence               | #1           | Donny Osmond (1971, #1) |
| 1962 | "It Might As Well Rain Until September"                   | Goffin & King           | Carole King                  | #22          | Bobby Vee, Helen Shapiro |
| 1962 | "Up on the Roof"                                          | Goffin & King           | The Drifters                 | -            | Kenny Lynch (UK #10, 1962), King (1970), Laura Nyro (1970), James Taylor (1979 (#28)), Neil Diamond (1993), Billy Joe Royal, Peter Cincotti |
| 1963 | "Don't Say Nothing Bad (About My Baby)"                   | Goffin & King           | The Cookies                  | #7           | |
| 1963 | "Hey Girl"                                                | Goffin & King           | Freddie Scott                | #10          | Donny Osmond (1972, #9), King (1980), Billy Joel (1997) |
| 1963 | "One Fine Day"                                            | Goffin & King           | The Chiffons                 | #5           | Rita Coolidge (1979, #66), King (1980, #12), Aaron Neville (1993), Natalie Merchant (in 1996) |
| 1964 | "I Can't Hear You No More"                                | Goffin & King           | Betty Everett                | #66          | Dusty Springfield (1965), King (1970), Helen Reddy (1976, #29) |
| 1964 | "I'm into Something Good"                                 | Goffin & King           | "Earl-Jean" McCrea           | #38          | Herman's Hermits (senare 1964, #13) |
| 1964 | "Oh No Not My Baby"                                       | Goffin & King           | Maxine Brown                 | #24          | Manfred Mann (1965), Dusty Springfield (1965), Aretha Franklin (1970), Rod Stewart (1973, #59), King (1980), Cher (1992), Linda Ronstadt (1994) |
| 1965 | "Just Once in My Life"                                    | Goffin & King & Spector | The Righteous Brothers       | #9           | |
| 1966 | "Don't Bring Me Down"                                     | Goffin & King           | The Animals                  | #12          | Tom Petty and the Heartbreakers (1986); inte samma låt som the Electric Light Orchestra hit |
| 1966 | "Goin' Back"                                              | Goffin & King           | Dusty Springfield            | -            | The Byrds (1968, #86), King (1980) |
| 1967 | "Pleasant Valley Sunday"                                  | Goffin & King           | The Monkees                  | #3           | |
| 1967 | "(You Make Me Feel Like) A Natural Woman"                 | Goffin & King           | Aretha Franklin              | #8           | King (1971), Laura Nyro (1971), Rod Stewart (1974), Mary J. Blige (1995), Celine Dion (1995) |
| 1968 | "Porpoise Song"                                           | Goffin & King           | The Monkees                  | #62          | |
| 1968 | "Wasn't Born to Follow"                                   | Goffin & King           | The Byrds                    |              | The Lemon Pipers (1968), King (1980) |
| 1969 | "Don't Forget About Me"                                   | Goffin & King           | Dusty Springfield            | #64          | |
| 1969 | "I Can't Make It Alone"                                   | Goffin & King           | Dusty Springfield            | -            | Maria McKee (1993) |
| 1970 | "Hi-De-Ho (That Old Sweet Roll)"                          | Goffin & King           | Blood, Sweat and Tears       | #14          | Dusty Springfield (1969, släpptes 1999), King (1980) |
| 1971 | "Smackwater Jack"                                         | Goffin & King           | Carole King                  |              | |
| 1973 | "I've Got to Use My Imagination"                          | Goffin & Goldberg       | Gladys Knight and The Pips   | #4           | |
| 1975 | "Theme from Mahogany (Do You Know Where You're Going To)" | Goffin & Masser         | Diana Ross                   | #1           | |
| 1975 | "It's Not The Spotlight"                                  | Goffin & Goldberg       | Rod Stewart                  |              | |
| 1980 | "Someone That I Used To Love"                             | Goffin & Masser         | Natalie Cole                 | #21          | |
| 1983 | "Tonight I Celebrate My Love"                             | Goffin & Masser         | Roberta Flack & Peabo Bryson | #16          | |
| 1985 | "Saving All My Love for You"                              | Goffin & Masser         | Whitney Houston              | #1           | |
| 1987 | "Nothing's Gonna Change My Love for You"                  | Goffin & Masser         | Glenn Medeiros               | #12          | George Benson (1984) |
| 1989 | "Miss You Like Crazy"                                     | Goffin & Masser         | Natalie Cole                 | #7           | |